# Zwerg-Gauchheil
Der Zwerg-Gauchheil oder (Acker-)Kleinling (Anagallis minima, Synonym: Centunculus minimus) gehört zur Gattung Gauchheil (Anagallis) in der Unterfamilie der Myrsinengewächse (Myrsinoideae).

## Erkennungsmerkmale
Der Zwerg-Gauchheil ist eine unscheinbare, einjährige krautige Pflanze, die Wuchshöhen von nur 2 bis 8 cm erreicht.
Der Stängel ist aufrecht und einfach oder ästig mit niederliegenden Zweigen. Die wechselständigen Laubblätter sind eiförmig-zugespitzt und 3 bis 6 Millimeter lang. Grundblätter fehlen meist.
Er kann den ganzen Sommer (zwischen Mai und September) blühen. Die meist vierzähligen Blüten sitzen einzeln in den Blattachseln. Die 1,5 mm langen weißen oder rosafarbenen Kronblätter sind bis etwa zur Mitte geteilt. Sie sind kürzer als der Kelch und fallen oft früh ab. Der Kelch ist 2 bis 3 Millimeter lang mit lanzettlich-linealen, pfriemlich zugespitzten Zipfeln. Die Staubblätter treten aus der Kronröhre hervor, sind aber kürzer als die Krone. Die Fruchtkapsel ist kürzer als der Kelch. Die Samen sind 0,4 Millimeter lang, 0,3 Millimeter breit und fein warzig.
Die Chromosomenzahl beträgt 2n = 22.

## Vorkommen

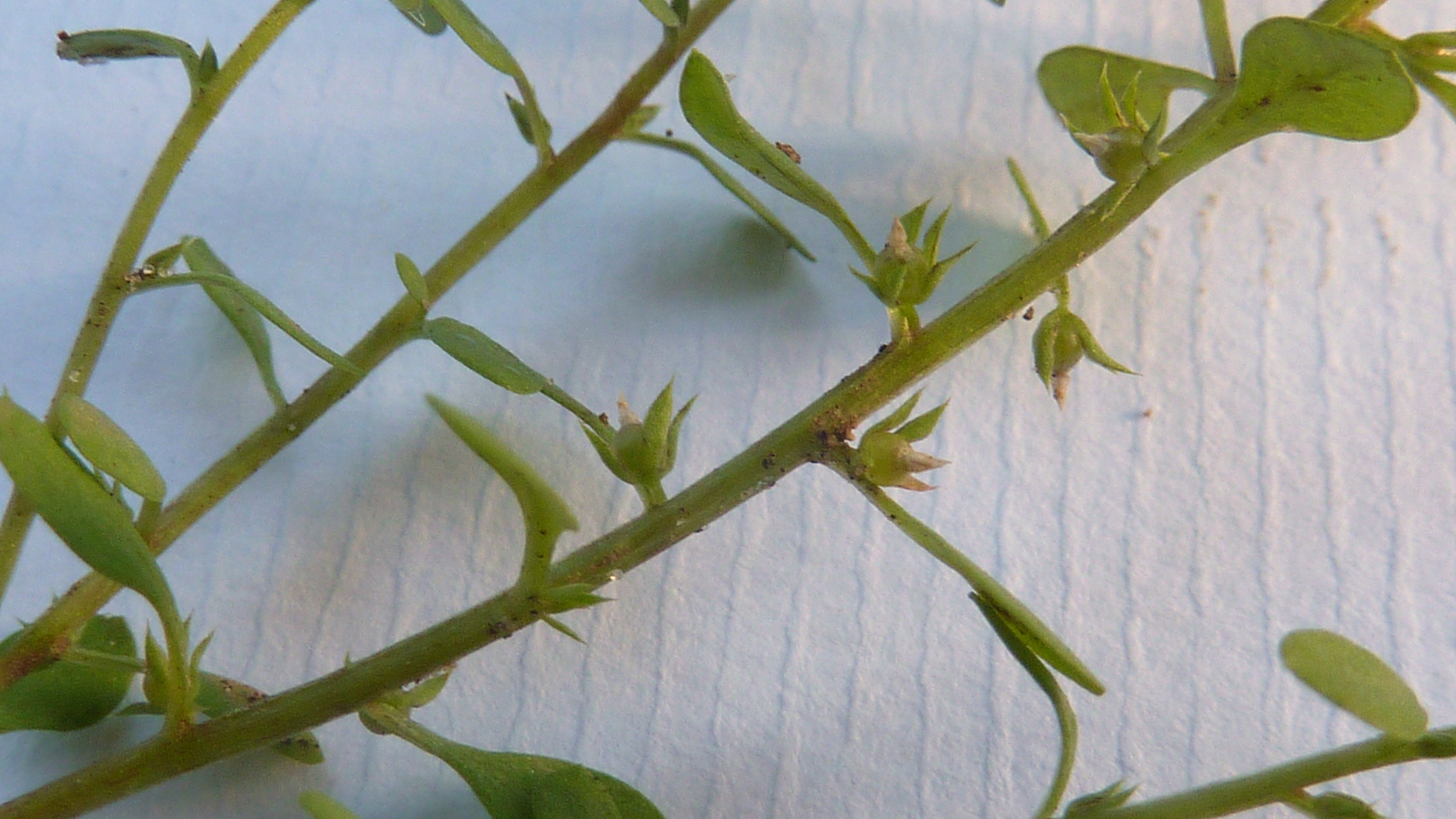
Kleinling (Anagallis minima)

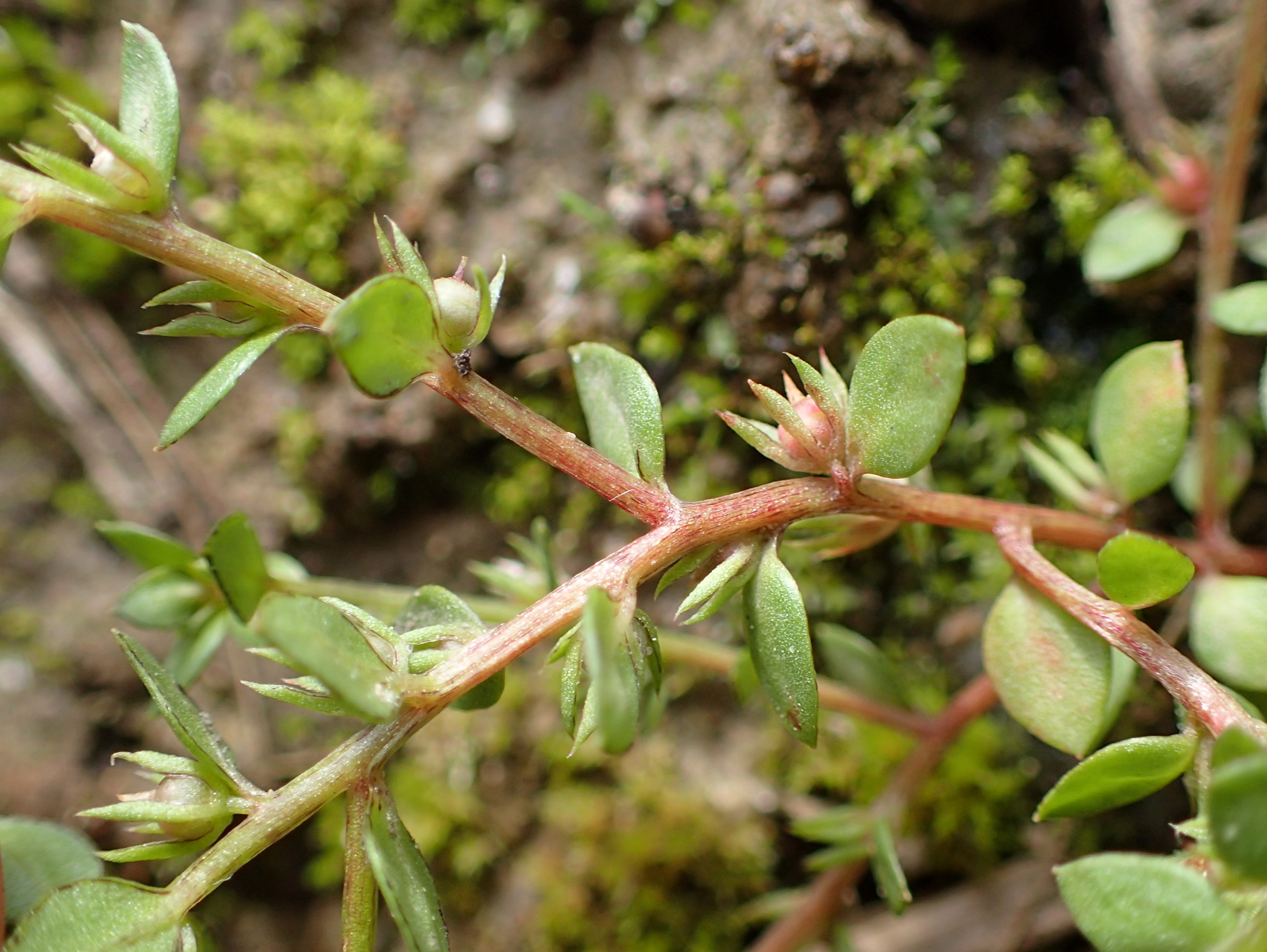
Zwerg-Gauchheil (Lysimachia minima)

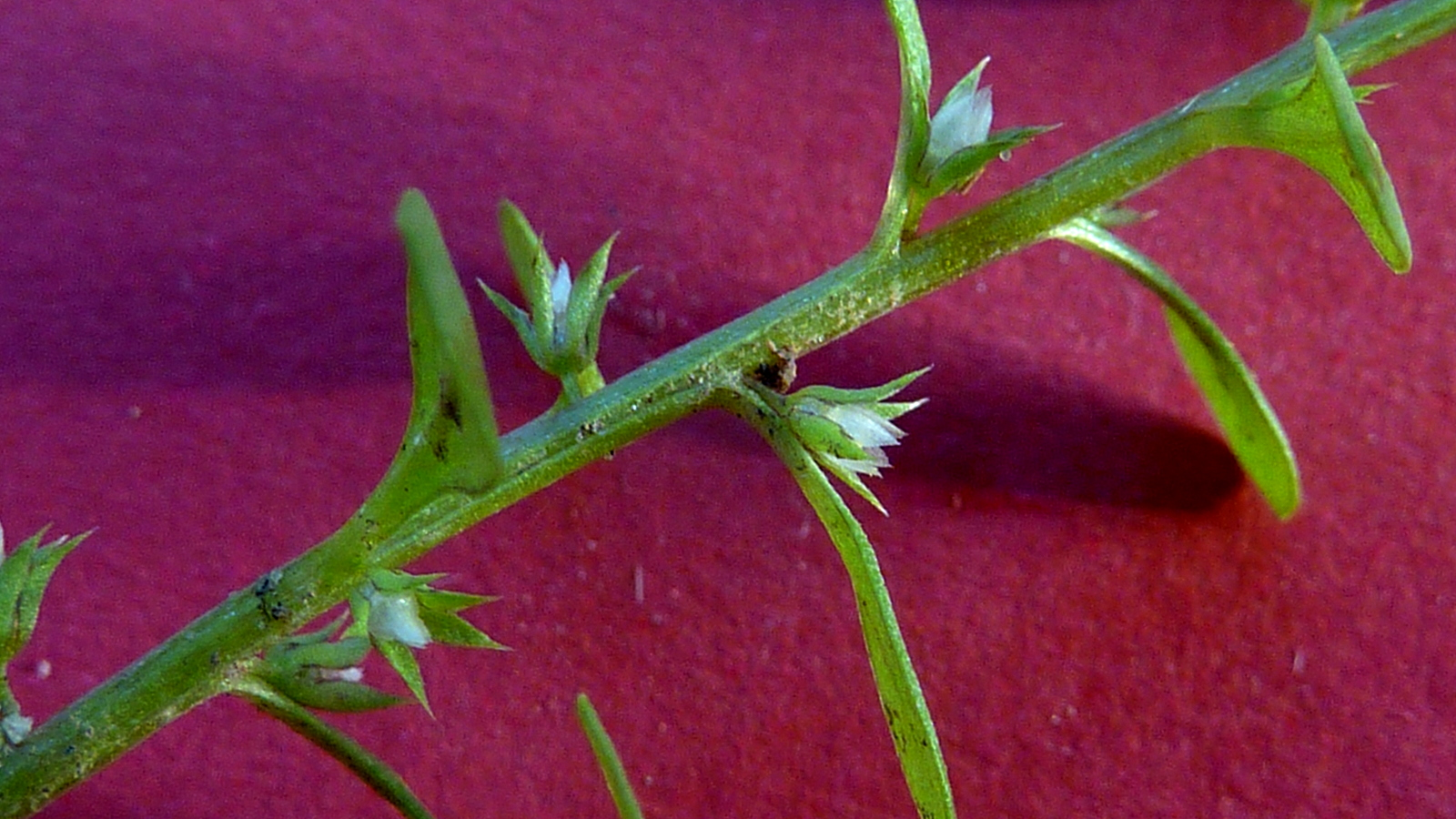
Zwerg-Gauchheil (Lysimachia minima)

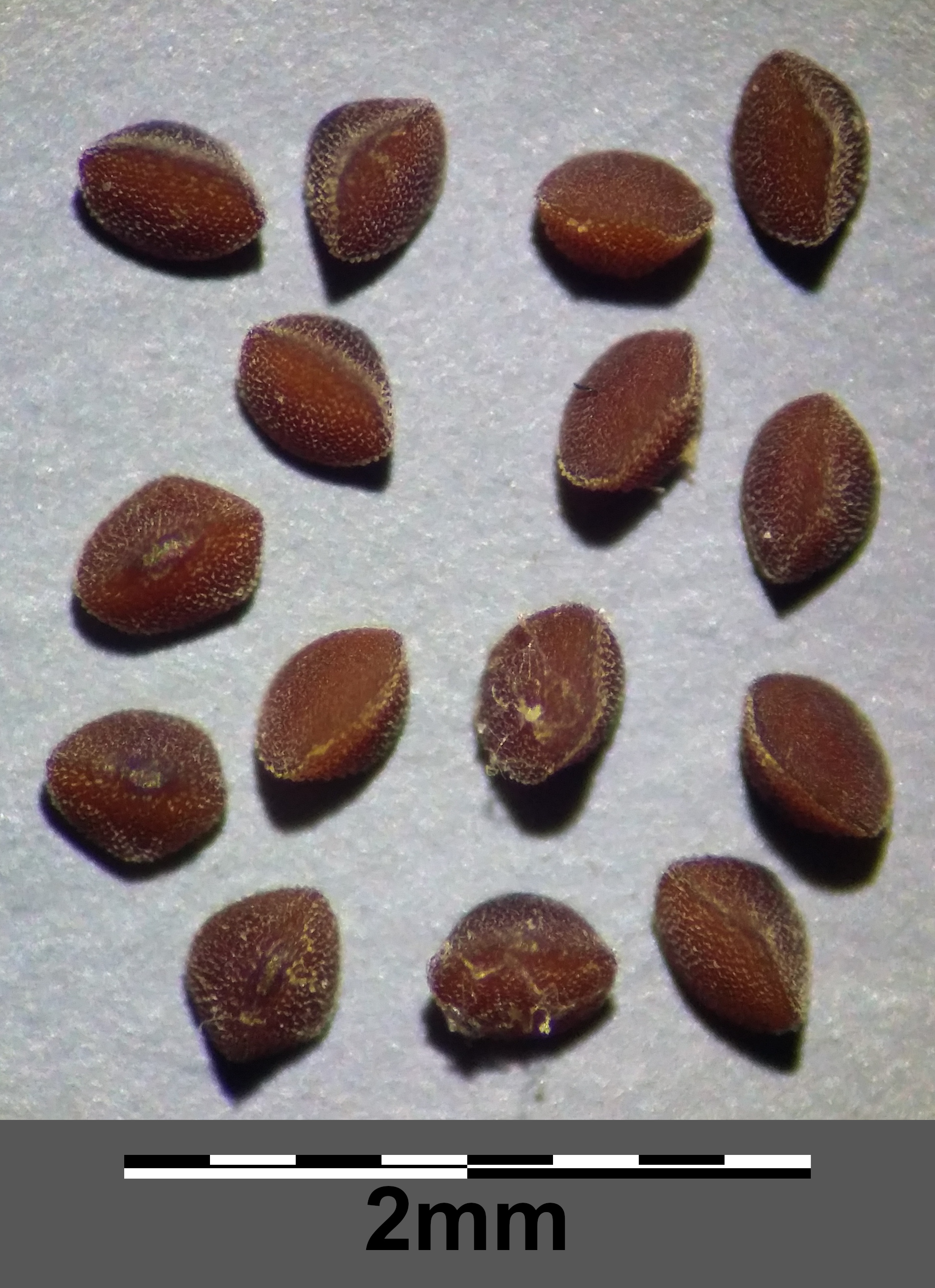
Samen

Der Zwerg-Gauchheil kommt in fast ganz Europa, in Algerien, Tunesien, Kamerun, Ostafrika, im Jemen, in Indien, in Nord- und Südamerika vor.
Der Zwerg-Gauchheil kam zerstreut in ganz Deutschland vor, im Westen verbreiteter als im Osten. Durch Intensivierung des Ackerbaus, Entwässerung von Äckern und stärkere Düngung ist er überall selten geworden. Daher steht er in den meisten Bundesländern auf der Roten Liste gefährdeter Arten. In Deutschland steht der Zwerg-Gauchheil in der Roten-Liste-Kategorie 3 (gefährdet).
Der Zwerg-Gauchheil kommt in krumenfeuchten, sauren Äckern oder an feuchten Wegrändern vor. Er bevorzugt dabei kalkarme, wenig humose, sandige Lehm- und Tonböden. Er ist in Mitteleuropa eine Charakterart des Centunculo-Anthocerotetum, kommt aber auch in anderen Gesellschaften des Verbands Nanocyperion vor.
Er erreicht im Schwarzwald Höhenlagen bis zu 450 Metern. In Südtirol bei Brixen steigt er bis 1150 Meter auf.
Die ökologischen Zeigerwerte nach Landolt et al. 2010 sind in der Schweiz: Feuchtezahl F = 4w+ (sehr feucht aber stark wechselnd), Lichtzahl L = 4 (hell), Reaktionszahl R = 2 (sauer), Temperaturzahl T = 4 (kollin), Nährstoffzahl N = 3 (mäßig nährstoffarm bis mäßig nährstoffreich), Kontinentalitätszahl K = 2 (subozeanisch).

## Taxonomie
Der Zwerg-Gauchheil wurde 1753 von Carl von Linné in Species Plantarum, Tomus I, S. 116  als Centunculus minimus L. erstbeschrieben. Die Art wurde von U. Manns und Arne A. Anderberg in Willdenowia, vol. 39, S. 52 (2009) als Lysimachia minima (L.) U.Manns & Anderb. in die Gattung Lysimachia gestellt. Synonyme sind Anagallis minima (L.) E.H.L.Krause, Centunculus erectus Phil. und Centunculus lanceolatus Michx.

## Trivialnamen
Für den Zwerg-Gauchheil bestehen bzw. bestanden auch die weiteren deutschsprachigen Trivialnamen: Kleinling (Mecklenburg) und Klinker (Sachsen).